# 真のIRA
真のIRA（しんのアイアールエー、英: the Real Irish Republican Army、Real IRA、RIRA）もしくは真のアイルランド共和軍（しんのアイルランドきょうわぐん）はアイルランドの民族主義過激派武装組織であるアイルランド共和軍（IRA）の分派の一つ。
声明文などでは「Óglaigh na hÉireann」(アイルランド義勇軍) を名乗っているが、これはIRA暫定派などと同じ名称である。
真のアイルランド共和軍（Real Irish Republican Army、RIRA）は、統一アイルランドの実現を目指した反体制派アイルランド共和派準軍事組織である。1997年、 IRA の停戦を拒否した反体制派メンバーによる暫定IRAの分裂後に結成された。それ以前の暫定IRAと同様に、実在IRAは、元々のアイルランド共和軍の唯一の正当な後継組織であると自認し、英語では単に「アイルランド共和軍」、アイルランド語ではÓglaigh na hÉireannと称した。アイルランド共和国では非合法な組織であり、イギリスとアメリカ合衆国では禁止されたテロ組織に指定されている。
真のIRAは北アイルランドで、北アイルランド警察（旧王立アルスター警察）と英国軍に対して軍事作戦を展開した。これは英国治安部隊に対して活動する「反体制共和主義」準軍事組織の中で最大かつ最も活発な組織だった。銃器による攻撃や爆破、手りゅう弾、迫撃砲、ロケット弾で治安部隊を標的とした。
真のIRAは、経済的損害と混乱を引き起こす目的で北アイルランドとイングランドで爆破事件を起こしたこともある。最も有名なのは、29人が死亡した1998年のオマー爆破事件だ。この爆破事件の後、真のIRAは停戦したが、2000年に活動を再開した。2009年3月、真のIRAは、イギリス兵2名を殺害したマセリーン兵舎への攻撃の犯行声明を出した。これは、1997年以来、北アイルランドで殺害された初めての事件である。真のIRAは、麻薬密売人への攻撃にも関与している。
2012年7月、共和制薬物対策運動（RAAD）と他の小規模な共和主義過激派グループが真のIRAと合併していると報じられた。この新しい組織はメディアによって新IRAと名付けられたが[ 1 ]、メンバーは単に「アイルランド共和軍」と名乗り続けている。[ 2 ]新IRAと合併しなかった真のIRAの小規模なグループは、アイルランド共和国、特にコークと、それほどではないがダブリンに存在し続けている。[ 3 ]

## 設立の経緯
1997年7月、暫定IRAは停戦を呼びかけた。1997年10月10日、暫定IRAの総軍大会がドニゴール州ファルカラで開催された。大会では、暫定IRAの補給将校 マイケル・マケビット（12人からなる暫定IRA執行部のメンバーでもありました）が指導部を非難し、グループの停戦の終了と北アイルランド和平プロセスへの参加を要求した。彼はパートナーであり執行部メンバーでもあるベルナデット・サンズ・マケビットの支持を得ていた。2人の反対派は指導部に出し抜かれ、孤立したままになった。[ 4 ] [ 5 ] : 296 大会は停戦賛成の方針を支持し、10月26日、マケビットとサンズ・マケビットは他のメンバーとともに執行部を辞任した。[ 6 ] : 33 
1997年11月、マッケヴィットと他の反体制派はミース州オールドキャッスルの農家で会合を開き、Óglaigh na hÉireannと名乗る新しい組織が結成された。[ 6 ] : 38–39 この組織には、IRA暫定派の不満分子であるサウスアーマーのほか、ダブリン、ベルファスト、リムリック、ティペラリー、ラウス州、ティロン州、モナハン州が参加した。[ 6 ] : 47  [ 7 ]
「真のIRA」という名前が一般に使われるようになったのは、1998年初頭にメンバーがアーマー郡ジョーンズボロで検問所を設置し、運転手に「我々はIRAだ。本物のIRAだ」と告げたときである。
北アイルランドでは1960年代からIRAなどのナショナリスト過激派（リパブリカン、共和派）組織と、UDA、UVFなどのユニオニスト過激派（ロイヤリスト、王党派）組織の攻撃・テロが繰り返されてきた。「北アイルランド紛争」と呼ばれるこの事態で最も多くの犠牲者をもたらしたのがIRA暫定派（俗に言う「IRA」）だが、英国政府や米国政府の働きかけなどもあり、1994年に停戦合意がなされた（後にIRAは停戦を破棄したが、1997年に最終的に停戦した）。しかし、停戦を「英国に対する妥協」とみなすIRA内強硬派が、1997年から1998年にかけてIRA暫定派から分派し、独自の新組織を立ち上げた。これが「真のIRA」と呼ばれる組織である。組織の設立が正式に宣言されたのは、1998年5月である。

組織の目的は、武装闘争によってアイルランド島から英国を放逐し、アイルランド島32県の統一を実現することである。

## 活動
真のIRAは、結成の直後から、自動車爆弾での攻撃など、IRA暫定派が停戦前におこなっていたような市民を標的にした無差別を含むテロを繰り返した。1997年から1998年までの真のIRAによるテロ事件には次のようなものがある:
- 1997年9月16日 : アーマー県のマーケットヒルにおけるRUC支局前で車爆弾が爆発
- 1998年1月6日 :  ダウン県バンドリッジの中心部で車爆弾が爆発
- 1998年2月23日 : アーマー県ポーダウンで車爆弾が爆発
- 1998年3月10日 : アーマー県アーマーにおけるRUC支局前で車爆弾が爆発
- 1998年6月24日 : アーマー県ニュータウンハミルトンで車爆弾が爆発
- 1998年7月22日 : アーマー県ニューリーにおけるRUC支局前で車爆弾が爆発
- 1998年7月28日 : アーマー県のポーダウンの店で焼夷弾が発見される
- 1998年8月2日 : ダウン県バンブリッジ中心部で車爆弾が爆発し33名の市民が重傷を負う 損害額の合計は200万ポンド
- 1998年8月15日 : ティロン県オマーのショッピング街で爆発 29名の市民が死亡、数百名が怪我をおった

### オマー爆弾事件と休戦
彼らのテロで最大のものは、1998年8月15日のオマー爆弾テロ事件である。この地方都市の中心部に仕掛けられた自動車爆弾は、予告電話の文言の曖昧さも手伝って、土曜日に買い物などに来ていた一般市民や旅行者が避難する前に爆発し、幼児やスペイン人の学生を含む29名が死亡し約220名が負傷するという、北アイルランド紛争でも最悪の惨事となった。事件からおよそ3週間後の9月8日、真のIRAは休戦を宣言した。

### 活動再開
2000年1月、真のIRAはアイルランドの新聞「アイリッシュ・タイムズ」紙に声明を出し、2月には北アイルランドで武装闘争、テロ活動を再開、同年6月にはロンドンのハマースミス橋に爆弾を仕掛け、戦線をイングランドに拡大した。同年9月にはテムズ川に面したMI6本部へロケット弾を発射、翌2001年3月4日にはロンドン西部のBBC前に車爆弾を仕掛けた（市民1名が負傷）。この爆発はBBCのクルーにより撮影され、ニュースで放映されたことで世界的に注目された。同年4月にはロンドン北部ヘンドンの郵便物仕分け所に爆弾を仕掛けた（負傷者などなし）。5月には再度同じ場所に爆弾を仕掛け（通行人1名が軽傷）、8月3日には深夜のクラブ帰りの人たちが通りを歩いている時間帯に、ロンドン西部のイーリングで自動車爆弾を爆発させた（7名負傷）。また11月にはバーミンガムの中心部に自動車爆弾を仕掛けたが、この爆弾は爆発せず、被害は特に生じなかった。
2007年11月には、北アイルランド北部の都市、デリー（ロンドンデリー）などでの警官銃撃事件で犯行声明を出している。
2009年3月7日夜、北アイルランド地方アントリムの英軍基地で、真のIRAのメンバーの男が自動小銃を乱射し、兵士2人が死亡、4人が負傷した。翌日、真のIRAは犯行声明を行い「アイルランドに関与するイギリス人がいる限り、攻撃は続く」とイギリス政府を強く非難した。また9日の夜には警察官1人が射殺され、真のIRAと共に武装闘争を放棄していないIRA継続派が犯行声明を発表した。
2012年7月に真のIRAがイギリスの新聞「ガーディアン」に、他2つのリパブリカン組織と統合したことを発表し「The New IRA」を名乗る。
2012年9月に、真のIRA幹部アラン・ライアンがアイルランド系ギャングと金銭トラブルを起こして暗殺される。
2013年10月に、真のIRAがベルファストのアレクサンドラ公園で取引をしていた麻薬密売人二人を射殺した。

## メンバー
真のIRAのメンバーは南アーマー県およびデリー、ストラベーン出身者が中心となっている。治安当局のスパイが潜入しており、1998年前半にはアイルランド警察と王立アルスター警察隊(RUC)により指導者達が逮捕された。
暫定派から分派したときの指導者はIRA暫定派の補給局長を務めたマイケル・マッケヴィット。2001年に逮捕され、2003年にアイルランド共和国で有罪判決を受けて懲役20年を宣告された。服役後は刑務所の内と外での意見対立により組織を追放されたとされている。追放後、マッケヴィットとその支持者は別の団体を立ち上げた。2016年に釈放されたが晩年は癌に侵され闘病生活を送り、2021年1月2日に71歳で死去した。
マイケル・マッケヴィットの夫人で、IRA暫定派のハンガーストライキで死亡したボビー・サンズの妹であるバーナデット・サンズ・マッケヴィットらが主導していた団体、「32県統治運動」は、真のIRAの政治組織であると見なされている。なお、バーナデットは組織内の意見対立により、「32県統治運動」を離れている。
2005年にアイルランド共和国司法大臣マイケル・マクダウェルが述べたところによると、真のIRAのメンバー数は150名ほど。

なお、IRA暫定派の分派で「IRA」の名称を使っている組織としては、1986年に結成されたコンティニュイティIRA(CIRA)も存在する。報道や公式報告書などでは、真のIRAやCIRAなどIRA暫定派の方針に反対して武装闘争活動を継続しているリパブリカン過激派をまとめて「非主流派リパブリカン (dissident republicans)」と呼ぶことが多い。